# 牧师

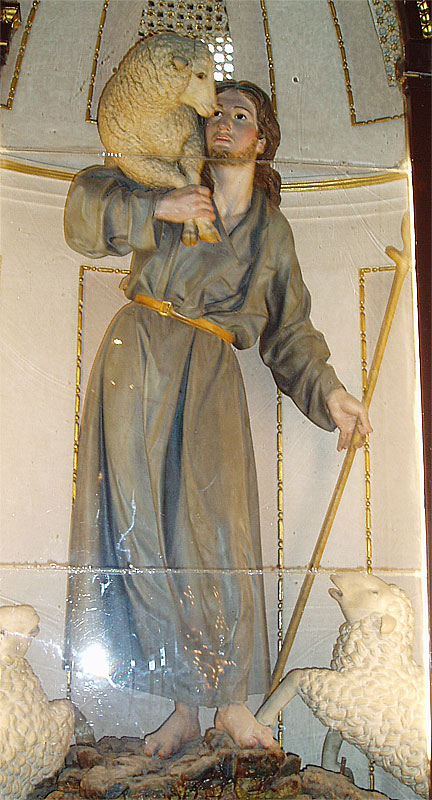
耶稣善牧雕像

牧師（英語：Pastor）是指基督教的團體中，管理教務，主持各項禮儀、講道，專職牧養及照顧平信徒的神职人员。聖經原文的用字就是牧羊人之意。雖然天主教會、東正教會也有類似職位，但「牧師」一词在漢語語境中特指新教的基層神職人員。英語中一般使用「Reverend」（意為「尊敬的」）頭銜尊稱牧師。

## 歷史
牧師的一詞源於德語的，而希臘文為，與《新約聖經·以弗所書》（厄弗所書）4:11有關，「他所賜的有使徒、有先知、有傳福音的、有牧師和教師」（此處天主教的思高本聖經翻譯為「司牧」）。不過這裡原文中的「ποιμην」扮演的角色其實與今天常說的新教牧師有所區別。在很長一段時間裡，基督宗教的基層主管神職人員被稱為司鐸/神父（priest），而不是牧師；現在一般意義上的「牧師」一詞實際起源於宗教改革時期。當時的宗教改革領袖如約翰·喀爾文、烏利希·慈運理等主張用牧師一詞（pastor）取代天主教會的司鐸/神父（priest）稱呼。這與新教的「信徒皆祭司」理念有關。及後，長老制及會眾制的教會出現並不再設立主教的聖職，牧師成為普遍基督新教各教派的基層神職人員。

## 別稱
蘇格蘭系改革宗教會中的已按立教士稱之為「教師（Dominie）」，美國系循道宗則稱之為「長老」。聖公會持盎格魯大公主義的教派有時會跟隨天主教的習慣將三級聖品制下的第二級神職人員稱為「祭司（priest）」，而廣派聖公會和低派聖公會則有時會將牧師稱之為「Minister（會長）」。在日韓地區部分聖潔運動的教派也使用「福音使（Fukuinshi）」一詞稱呼牧師。

## 職位概況

### 新教
在新教，特别是在清教徒背景所產生教派中，认为牧师（pastor）、长老（elder）和监督（bishop、overseer）指的是同一个职位。在主教制的教派裡，牧師上一級是主教，下一級是會吏。而在会众及長老制度的教會中，堂主任是教會的主要決策者。
牧師可以經歷愛情和婚姻（部份教派或基督宗教團體存在修會制度，具有修會會士身份的牧師需要遵守獨身、對所屬教團服從、不能擁有私人財產）。在東亞或華人教會文化中，其妻在教會被稱為「師母或牧師娘」，其夫被稱為「師丈」。
一般來說，每間新教教會最少有一名牧師。在部份缺乏資源地區及華人教會，若教会缺少牧师就會由傳道人帶領；若傳道人亦無，則由執事或長老所管理。也有一些宗派或獨立教會的神學理論中，認為牧師制度違背了信徒皆祭司的教義，因此拒絕使用相關詞彙和教士聘用制度。

### 天主教會
天主教會中的基层司牧一职，稱為「本堂神父」或「主任司鐸」，由具有神品的神父擔任，主要工作為管理堂區并牧养堂区内的“羊群”（即平信徒）。在英语中稱為「parish priest」，美式英语中也常俗称为“pastor”（与新教的牧师为同一单词）。

## 圣经对牧職的詮釋
- 作监督的，必须无可指责，只作一个妇人的丈夫，有节制，自守，端正，乐意接待远人，善於教导；不因酒滋事，不打人，只要温和，不争竞，不贪财；好好管理自己的家，使儿女凡事端庄顺服。人若不知道管理自己的家，焉能照管神的教会呢？初入教的不可作监督，恐怕他自高自大，就落在魔鬼所受的刑罚里。监督也必须在教外有好名声，恐怕被人毁谤，落在魔鬼的网罗里。（提摩太前书第三章）
- 若有无可指责的人，只作一个妇人的丈夫，儿女也是信主的，没有人告他们是放荡不服约束的，就可以设立。 监督既是神的管家，必须无可指责，不任性，不暴躁，不因酒滋事，不打人，不贪无义之财。乐意接待远人，好善，庄重，公平，圣洁自持。坚守所教真实的道理，就能将纯正的教训劝化人，又能把争辩的人驳倒了。（提多书第一章）

## 不同教派对牧师的要求
在宗派教會，牧師的學術資格一般持有一個神學院或大學神學系神學學士學位，但部份如聖公會、信義宗、改革宗等教派會要求受職人就讀或補充其所屬教派的神學院課程，同時，部分宗派容許女性可以成為牧師，但另一方面持保守主義的教會明文規定或機制上出任牧師者只有男性。 部份持基督教基要主義、自由主義神學、五旬節運動、靈恩派、浸禮宗、福音主義等背景的教會會按立或接受沒有神學學位的長執或領袖為牧師。更有部份獨立教會甚至否定神學院制度並不接受神學生成為教士，推崇師徒制度或教會自行制定的神學課程訓練準牧師。一般而言，被按立的候選人一般由教會推薦，再經由幾名資深牧師所組成的委員會評審及格後才被按立，而牧師的聖職身份具有終身性，但若其信仰或道德行為出現嚴重違反戒律的情況，其所屬教會或教派是有權利褫奪其牧師銜頭。 

## 職掌分級

### 新教
堂主任（或稱主任牧師、會牧、牧師等）為一所教會的管理者。會眾多的教會，還有助理牧師、副牧師、傳教師、傳道師、傳道、助理傳道等。部份教會缺乏專任者，而有顧問牧師或義務牧師。

### 圣公宗
- 座堂主任牧師（Dean）
- 牧區主任牧師（Vicar）
- 牧區助理聖品/助理牧師（Curate）
- 輔理聖品（Associate Priest）
- 傳道區主理聖品（Priest-in-charge）
- 法政牧師（Canon）
- 教憲牧師（Canon Theologian）
- 會吏長（Archdeacon）
- 座堂堂牧（Cathedral Chaplain）
- 義務聖品（Honorary Priest）

## 生活費
1. 會友奉獻
2. 所屬教會或其他基督徒團體奉獻
3. 正職／兼職[7]

在小規模的教會，通常是會友奉獻、配偶或自己在外的兼職等。

## 其他
現今在線上遊戲及文學作品中，常出現「牧師」一職業，如魔獸世界。通常線上遊戲中的牧師是擔任治療者的角色，藉由神聖的咒語和魔法達到補血、驅魔、復活等功能。相較於其他職業多半是為敵方帶來損傷，牧師則是為友方提供增益、治療，在遊戲中的角色扮演。
在新興宗教，統一教的基層神職人員也被稱為牧師。其他如山達基的「牧師」，其性質完全不同。

## 相关相册

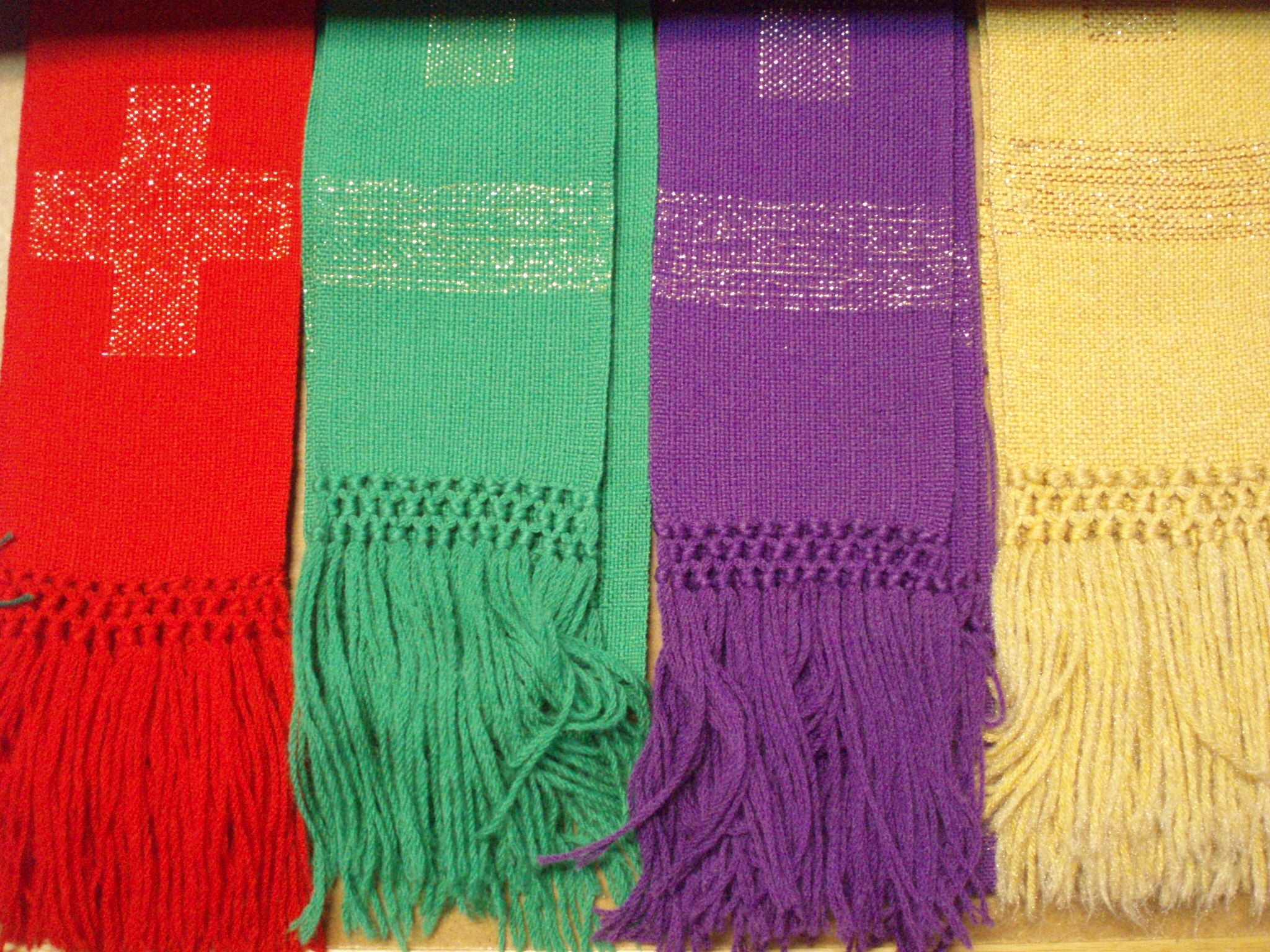
牧师、执事在礼仪上所佩戴的圣带
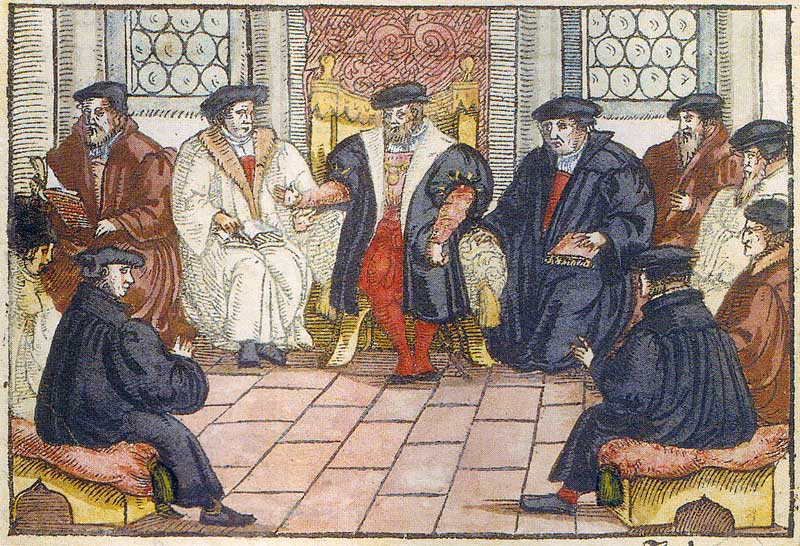
宗教改革后的牧师
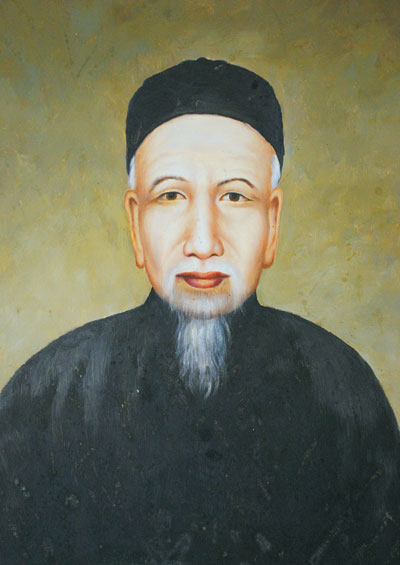
梁发，首位华人基督教牧师
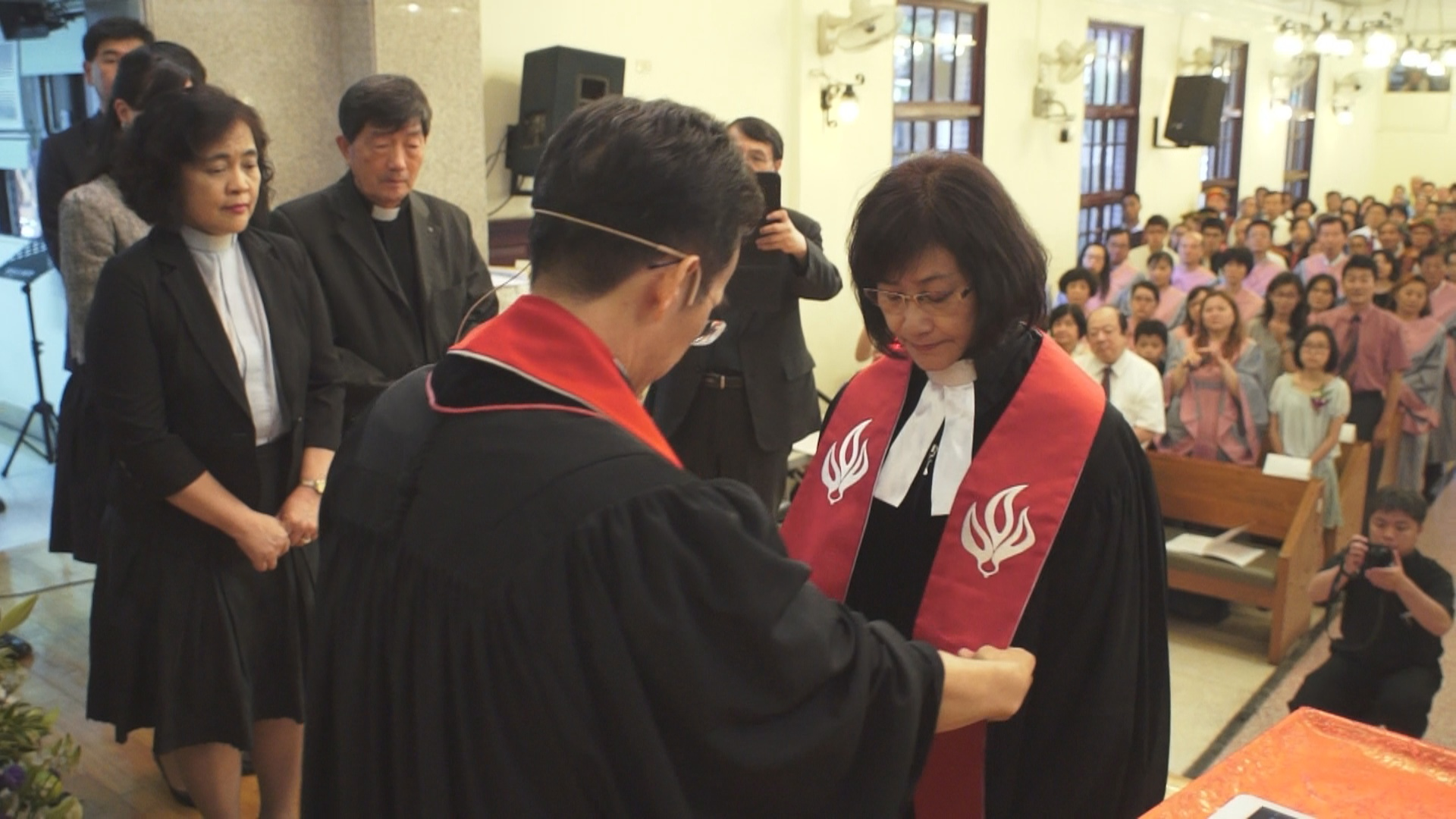
長老教會牧師舉行升任牧師的「封牧儀式（按立禮）」。
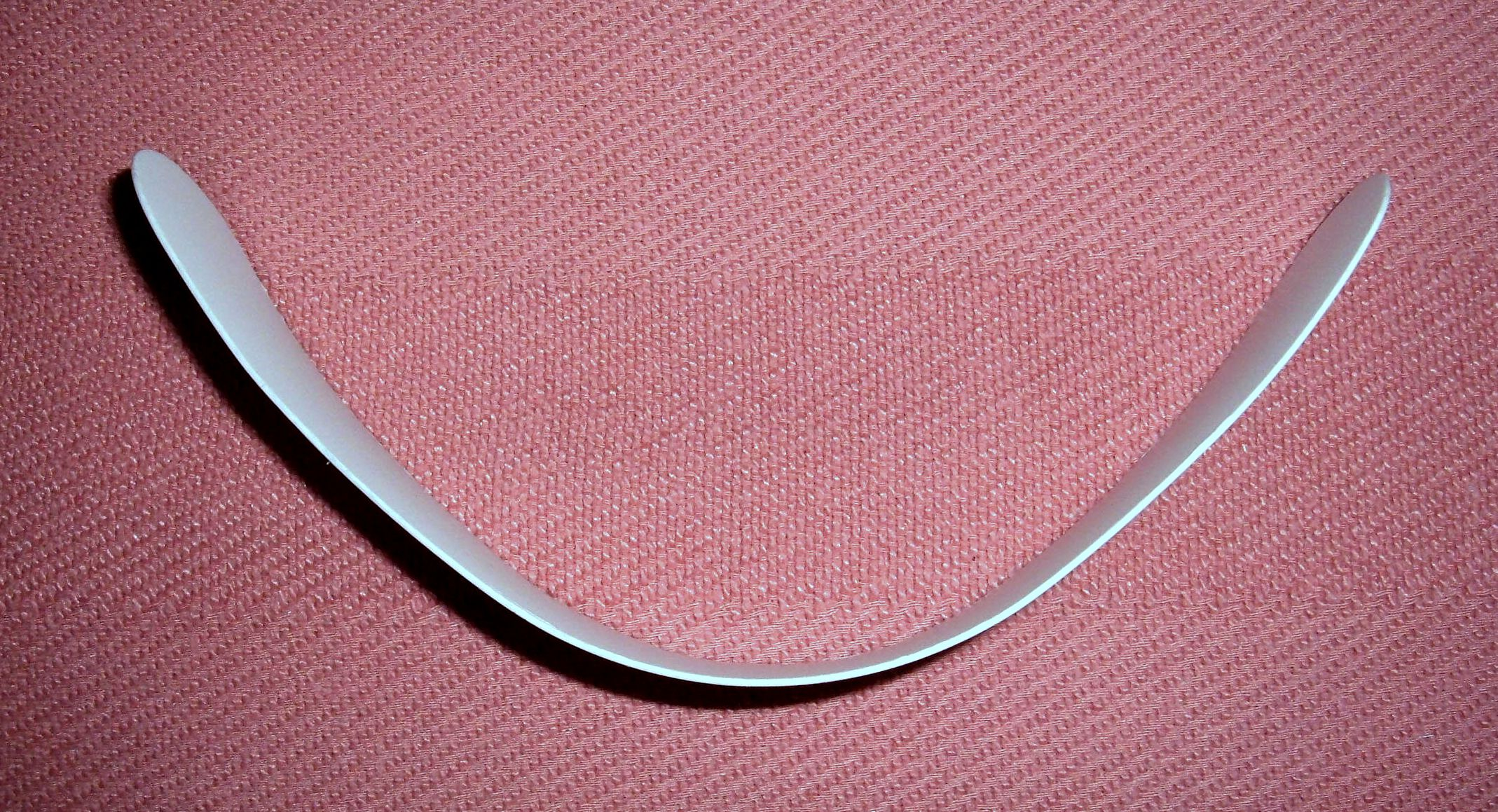
現代教士便服上的罗马领
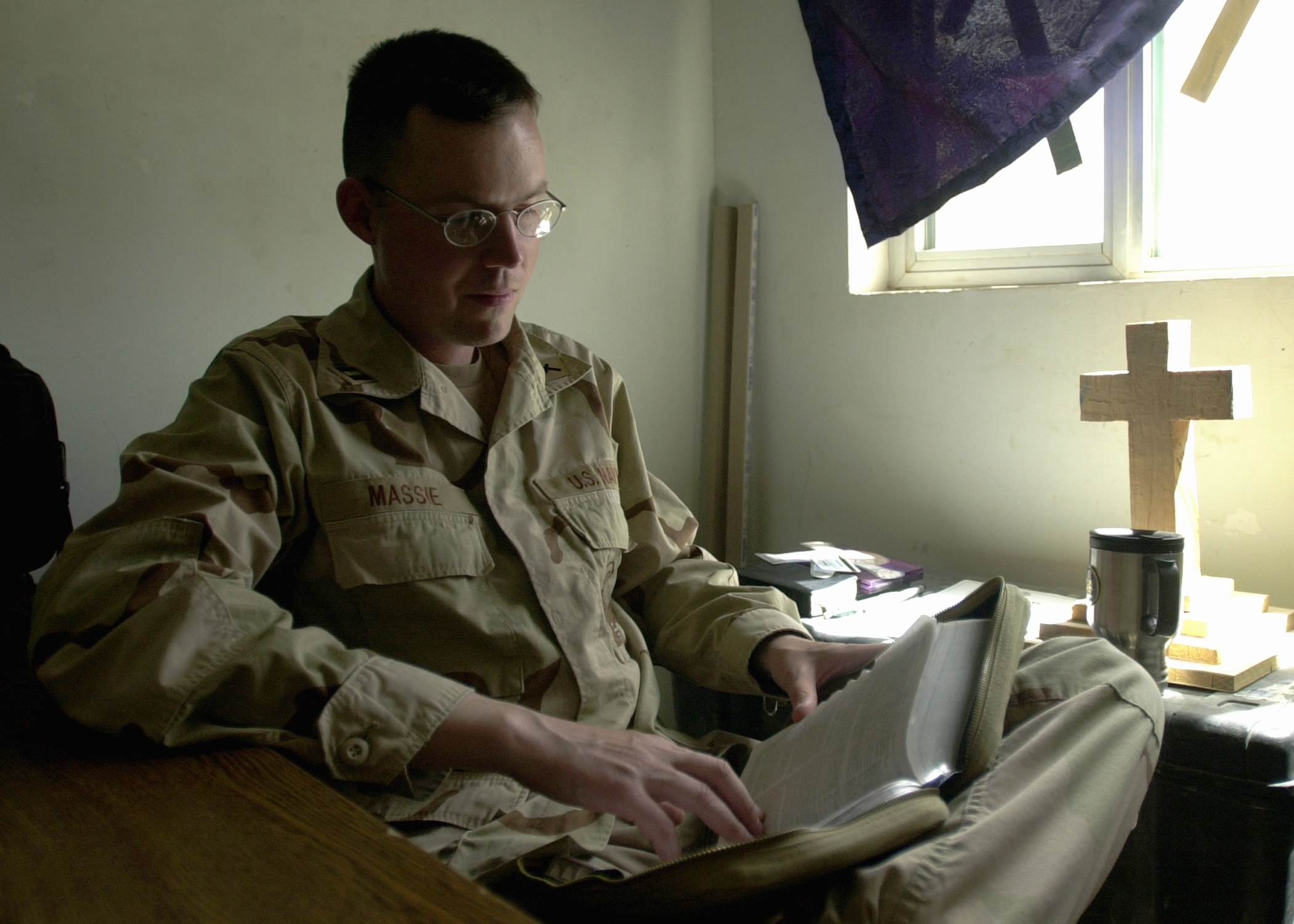
美军的从军军牧
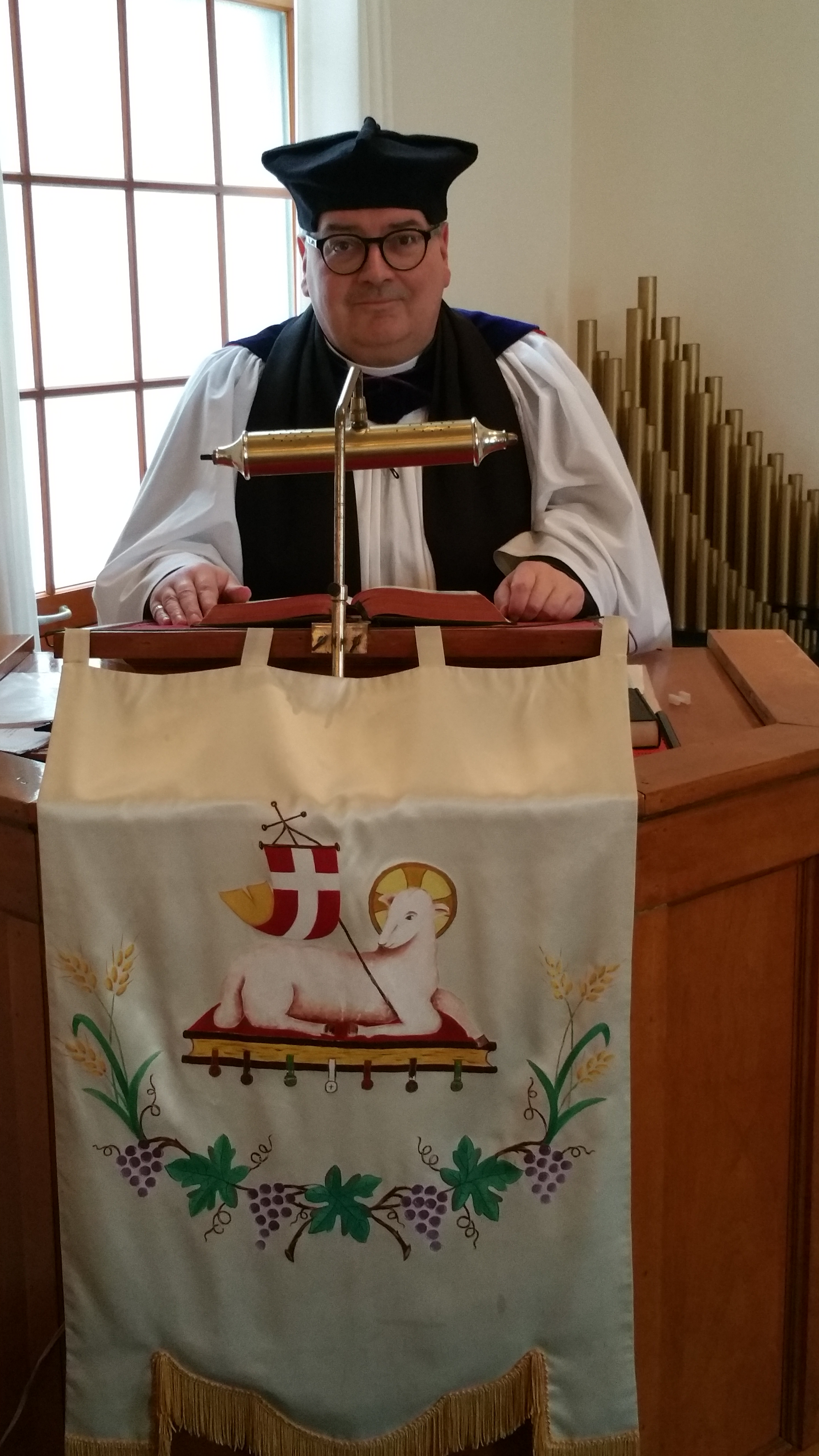
在公祷崇拜的圣公会牧师，為非主持圣礼时穿着的歌咏大礼服（英语：Choir dress）
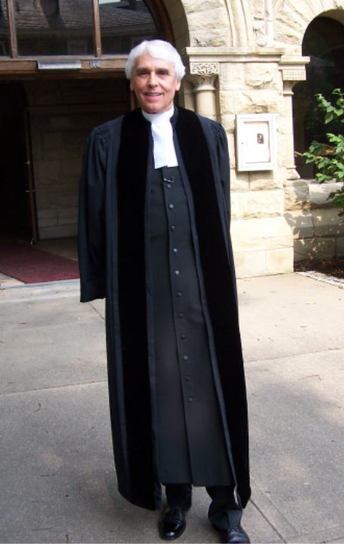
身穿日内瓦袍的牧师，路德宗、改革宗等众多教派使用
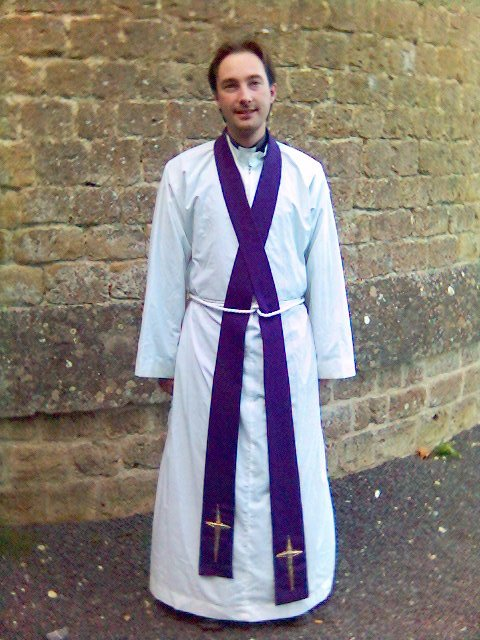
身穿长白衣披戴圣带的牧师，起源自天主教，多为圣公宗、路德宗、循道宗使用
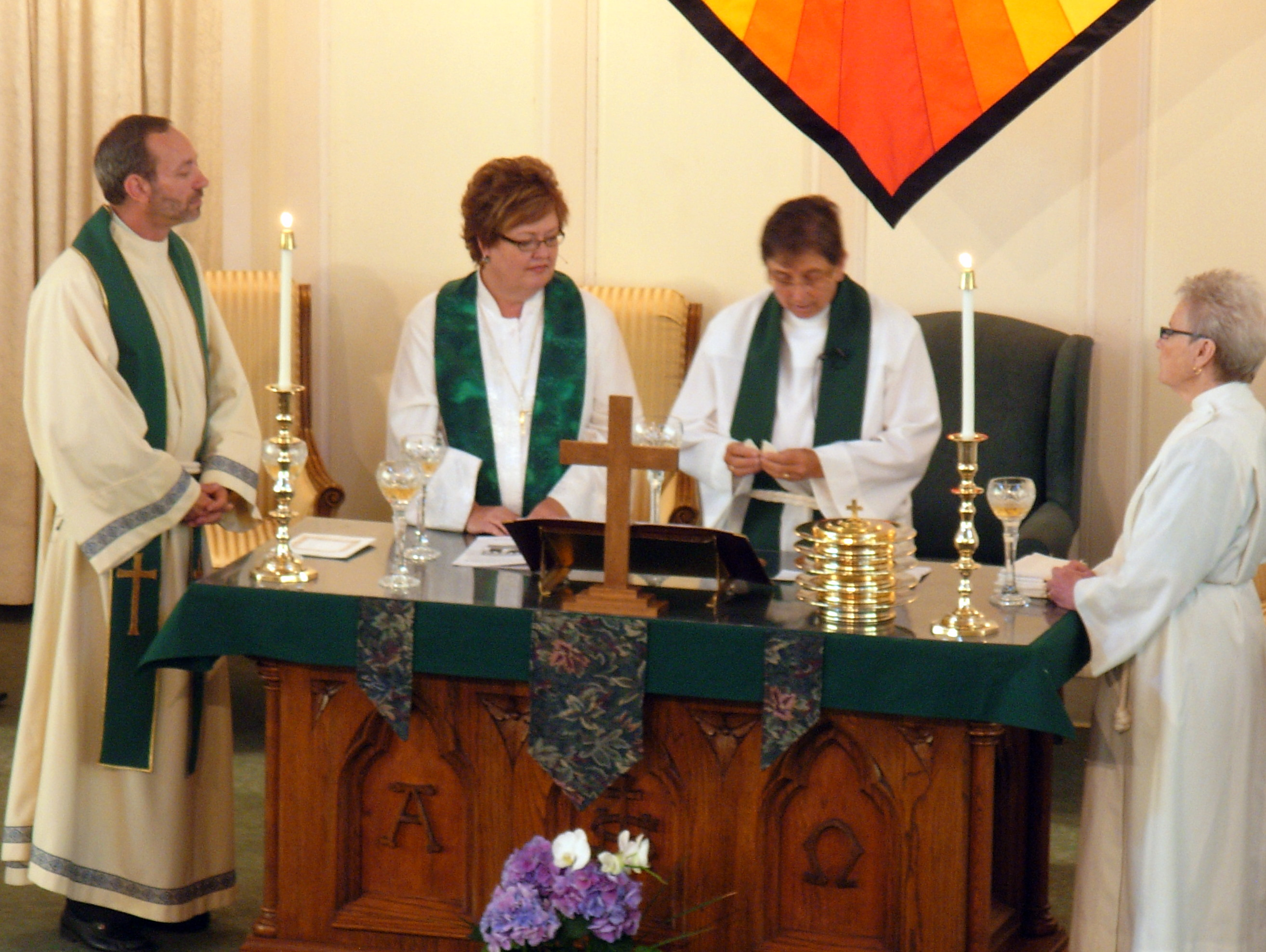
在圣坛上主持圣餐礼的牧師
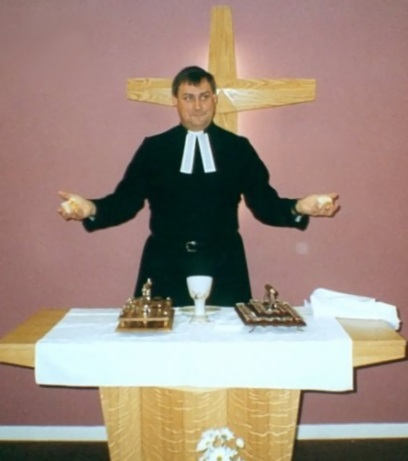
在圣坛上主持圣餐礼的牧师
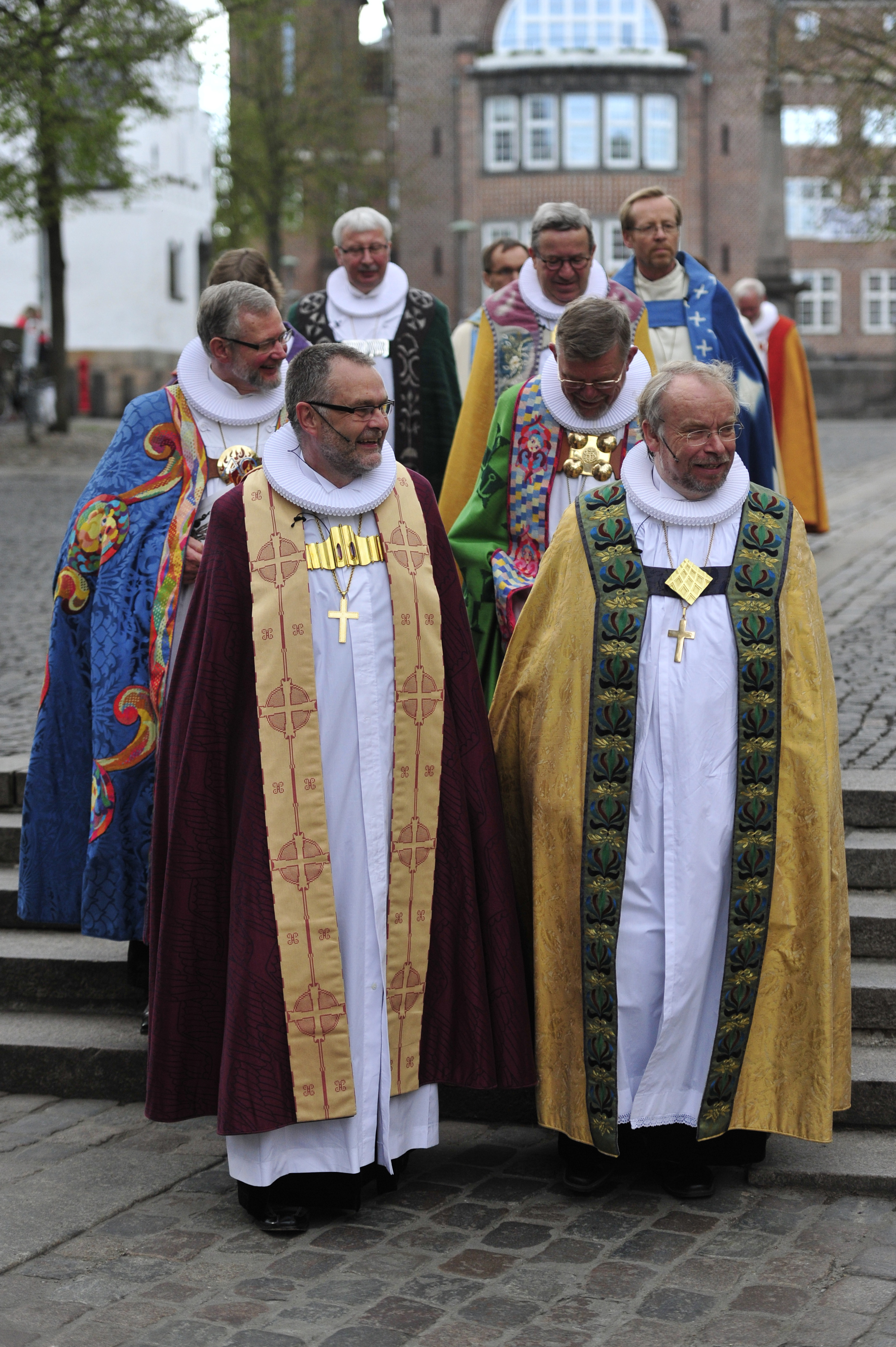
崇拜前牧師走入禮拜堂進場禮
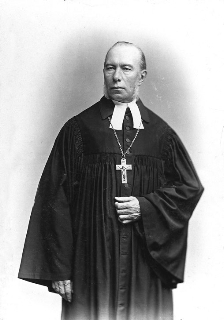
身穿日内瓦袍的牧师，路德宗、改革宗等众多教派使用
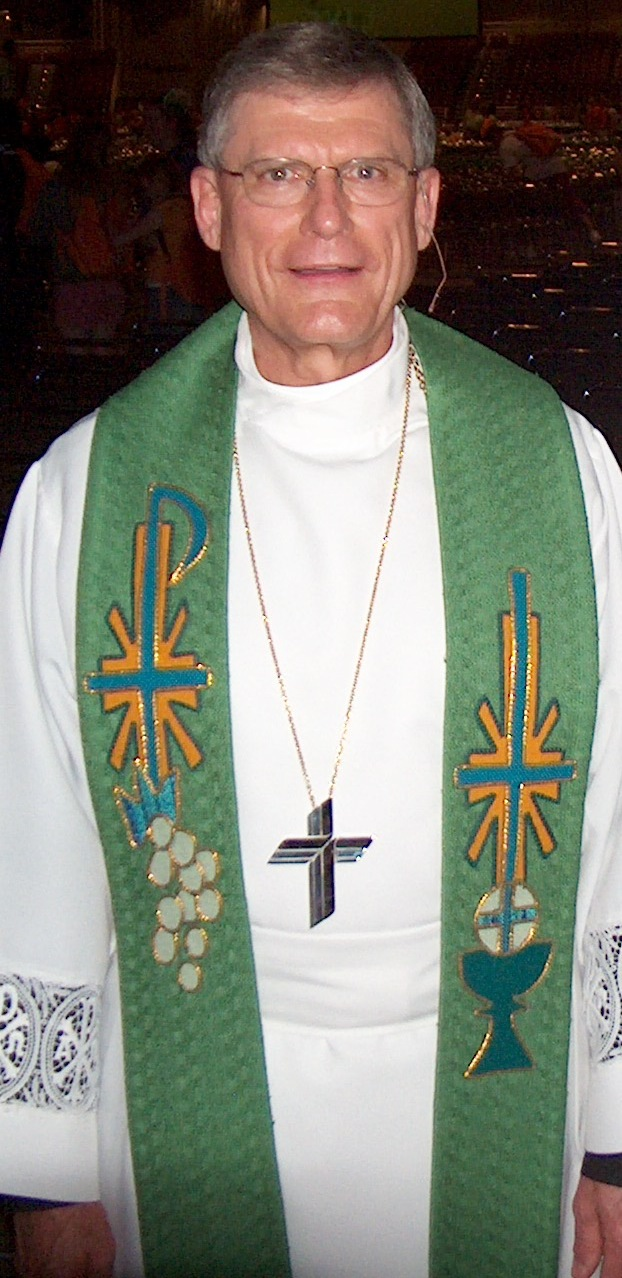
身穿长白衣披戴圣带的牧师，起源自天主教，多为圣公宗、路德宗、循道宗使用
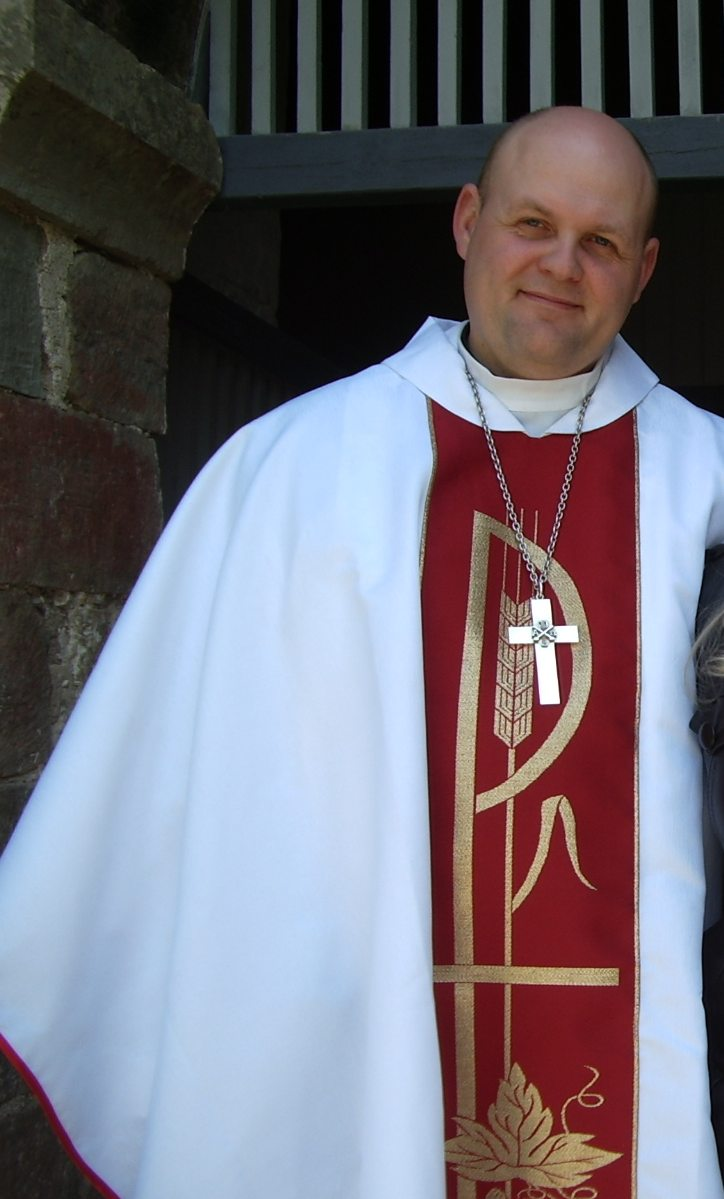
身穿聖衣 (宗教禮服)的牧师，起源自天主教，多为圣公宗、路德宗、循道宗使用